# زکریت
زکریت (به عربی: زکریت) یک منطقهٔ مسکونی در قطر است که در شهرداری الشحانیه واقع شده‌است. زکریت ۲۰٫۶ کیلومتر مربع مساحت دارد.